# Jun Ando
Jun Ando (安藤 淳 Andō Jun?, nacido el 8 de octubre de 1984 en Yasu, Shiga) es un futbolista japonés que se desempeña como defensa.

## Trayectoria

### Clubes
| Club                | País  | Año         |
| ------------------- | ----- | ----------- |
| Kyoto Sanga FC      | Japón | 2007 - 2013 |
| Cerezo Osaka        | Japón | 2014 - 2015 |
| Matsumoto Yamaga FC | Japón | 2015 - 2017 |
| Ehime FC            | Japón | 2018 -      |

## Estadística de carrera

### J. League
| Club                | Año   | J. League | J. League | Copa J. League | Copa J. League | Total | Total |
| Club                | Año   | Part.     | Goles     | Part.          | Goles          | Part. | Goles |
| ------------------- | ----- | --------- | --------- | -------------- | -------------- | ----- | ----- |
| Kyoto Sanga FC      | 2007  | 5         | 0         | -              | -              | 5     | 0     |
| Kyoto Sanga FC      | 2008  | 15        | 1         | 0              | 0              | 15    | 1     |
| Kyoto Sanga FC      | 2009  | 32        | 1         | 3              | 0              | 35    | 1     |
| Kyoto Sanga FC      | 2010  | 26        | 1         | 5              | 0              | 31    | 1     |
| Kyoto Sanga FC      | 2011  | 22        | 1         | -              | -              | 22    | 1     |
| Kyoto Sanga FC      | 2012  | 42        | 3         | -              | -              | 42    | 3     |
| Kyoto Sanga FC      | 2013  | 35        | 4         | -              | -              | 35    | 4     |
| Cerezo Osaka        | 2014  | 11        | 1         | 0              | 0              | 11    | 1     |
| Cerezo Osaka        | 2015  | 4         | 0         | -              | -              | 4     | 0     |
| Matsumoto Yamaga FC | 2015  | 15        | 1         | 0              | 0              | 15    | 1     |
| Matsumoto Yamaga FC | 2016  | 16        | 0         | -              | -              | 16    | 0     |
| Matsumoto Yamaga FC | 2017  | 11        | 0         | -              | -              | 11    | 0     |
| Total               | Total | 234       | 13        | 8              | 0              | 242   | 13    |